# ハンガリー田園幻想曲
ハンガリー田園幻想曲（ハンガリーでんえんげんそうきょく、Fantaisie Pastorale Hongroise ）作品26は、フランツ・ドップラーが作曲したフルートと管弦楽のための作品。

## 概要
ドップラーは自らもフルート奏者でもあり、作品はオペラやバレエなどかなりの数を残したが、フルートのための協奏曲やフルートのための小品も多く残している。今日ではフルートのための作品で知られているのみである。
「ハンガリー田園幻想曲」は作曲年と動機については不明であるが、恐らくドップラーがウィーンに移る前に、ブダペスト歌劇場のフルート奏者を務めていた時期の作品といわれている。しかし、今日ではドップラーの代表作としてもっともよく演奏される。
先記の通り、元々フルートと管弦楽のために書かれた楽曲となっているが、今日ではフルートとピアノのデュオ向け編曲版で演奏されることが多くなっている。

## 楽器編成
独奏フルート、フルート、オーボエ、クラリネット2、ファゴット2、ホルン2、トランペット2、トロンボーン3、チューバ（任意）、ティンパニ、弦五部

## 作品構成
3つの部分で構成されている。ハンガリア・ロマ（ジプシー）が好んだチャールダーシュの様式が採り入れられているほか、冒頭部分に於いては日本民謡の一つに数えられる馬子唄に通じるような音の揺らしやコブシを思わせるが如くの作曲方となっている。
序奏はハンガリーと東洋を繋ぐ情緒を包含する音楽が展開する。中間部に入ると長調に転じ、緩やかにしてテンポの伸び縮みの妙を見せる自由闊達な展開方となっている。フィナーレでは舞踏のリズムが効果的に採り入れられ、華やかな展開を見せて曲を閉じる。
演奏時間は10分程度。

### 楽譜その他
- Fantaisie Pastorale Hongroiseの楽譜 - 国際楽譜ライブラリープロジェクト
- Fantaisie Pastorale Hongroise Op.26 - 『Free-scores.com』より《フルートとピアノのデュオ向け総譜のみ》
- Fantasie for flute & orchestra ('Fantasie Pastorale Hongroise'), Op.26 - 『AllMusic』より《ディスコグラフィ一覧有り》

### 試聴（外部演奏音源）
- Doppler Fantaisie pastorale hongroise - Anna Soukhoroukova（Fl）と管弦楽による演奏《オーケストラ側の楽団名および指揮者名の記載無し》。当該ソリスト自身の公式YouTube。
- Doppler：Fantaisie Hongroise《寺井尚之編曲による吹奏楽伴奏版》 - デニス・ブリアコフ（Fl）、東京吹奏楽団〔Tokyo Wind Symphony Orchestra〕による演奏《指揮者 汐澤安彦》。当該ソリスト自身の公式YouTube。
- ドップラー／ハンガリー田園幻想曲《Fl＆P》 - 上野由恵（Fl）、柳谷良輔（Ryo Yanagitani；P）による演奏。当該Fl独奏者自身の公式YouTube。